# Re gừng
Cinnamomum bejolghota là loài thực vật có hoa trong họ Nguyệt quế. Loài này được (Buch.-Ham.) Sweet miêu tả khoa học đầu tiên năm 1826.